# Phare du cap Carvoeiro
Le phare du cap Carvoeiro (en portugais : Farol do Cabo Carvoeiro) est un phare situé sur le cap Carvoeiro dans
la freguesia et la municipalité de Peniche, dans le district de Leiria (Région Centre du Portugal).
Il est géré par l'autorité maritime nationale du Portugal à Oeiras (Grand Lisbonne).

## Histoire
Le 1er février 1758, le phare a été commandé par une charte royale du marquis de Pombale. Il faisait partie des phares demandés par le service portugais des phares. Le cap Carvoeiro est un cap important de la côte sud portugaise et la première structure conçue spécialement fut un phare de 21 mètres de haut qui a été mis en service en 1790, mais vite identifié comme inadéquat par une commission des phares de 1881.
Mais, avant 1886, il a été complètement réorganisé, sous la direction et le projet de Polycarpo Lima, en y incluant l'installation d'une nouvelle lampe alimentée au pétrole sur un système optique à lentille de Fresnel de 3e ordre. Celui-ci émettait un éclat rouge visible jusqu'à 31 km. Une corne de brume, à air comprimé, fut aussi installée.
En 1923, l'appareil a été remplacé par un objectif optique géant de 4e ordre et fonctionnant avec un système mécanique rotatif, donnant la caractéristique d'un groupe de quatre éclats rouges toutes les de 10 secondes.
La lumière a été remplacée en 1947 par une lampe à gaz, puis par une lampe électrique en 1952. Entre 1947 et 1949, la Commission administrative des nouvelles installations de la direction des phares a fait construire les résidences des gardiens du phare. En 1949, un radiophare fut installé et fut mis hors-service dès 2001.
Le phare nécessita de grandes modifications jusqu'en 1981, afin de recevoir un nouveau système optique, comme le préconisait le plan général de la commission des phares qui projetait l'attribution d'une lumière blanche de 3e ordre avec une visibilité de 27 km (17 milles).
En 1988, le phare a été automatisé, l'optique a été retirée et remplacée par un panneau rotatif qui émet trois éclairs rouges, toutes les 15 secondes, d'une portée de 15 milles nautiques (28 km). Son rôle actuel est beaucoup moins important, la lumière rouge étant utilisée pour guider les navires sur leur approche vers le port de pêche de Peniche à proximité. Dès 1975 le phare a été entretenu par 8 personnes dont ceux qui s'occupaient du phare de Berlenga. En 2002, une station de positionnement GPS assure avec celle du phare de Sagres le fonctionnement du dit système sur tout le littoral portugais.
Identifiant : ARLHS : POR006 ; PT-143 - Amirauté : D2088 - NGA : 3340.
|               |
| Cap Corveiero |

|          |
| Le phare |

### Lien connexe
- Liste des phares du Portugal